# Patricia Sarrapio
Patricia Sarrapio (ur. 16 listopada 1982 w Madrycie) – hiszpańska lekkoatletka specjalizująca się w trójskoku, olimpijka z Londynu (2012) i Rio de Janeiro (2016).
W 2013 zajęła 5. miejsce na halowych mistrzostwach Europy w Göteborgu.
Medalistka mistrzostw ibero-amerykańskich. Wielokrotna mistrzyni i reprezentantka kraju.

## Rekordy życiowe
- Trójskok (stadion) – 14,27 (2019) / 14,30w (2012)[2]
- Trójskok (hala) – 14,07 (2013, 2018)[2]